# Malaita
Malaita je největší ostrov v provincii Malaita na Šalomounových ostrovech. Je to tropický a hornatý ostrov, Malaita má dosud nedotčené říční systémy a lesy, které nebyly využity. Malaita je i nejlidnatější ostrov na Šalomounových ostrovech. Největší město a také hlavní město provincie je Auki na severovýchodním pobřeží. Druhý největší ostrov ve státě.

## Významná města
- Auki
- Maluu
- Alasi
- Atori
- Abe

## Rozloha, nejvyšší bod, délka, šířka
- Rozloha činí přes 4300 km²
- nejvyšší bod 1435 m, Mount Kalourat
- délka 200 km
- šířka až 50 km

## Fauna
Na Malaitě má nejvýchodnější domov na světě kakadu šalamounský.